# 키세 야요이
키세 야요이(일본어: 黄瀬 やよい, 한국명:황보미)는 토에이 애니메이션 제작의 애니메이션《스마일 프리큐어!》에 등장하는 가공의 인물이자, 본 작의 주역 중 한 명이다. 애니메이션에서 목소리를 연기한 성우는 일본판은 카네모토 히사코, 한국판은 김연우이다.

## 개요
프리큐어 시리즈 9번째 작품에 등장하는 7대째 프리큐어 전사 큐어 피스로 변신하는 인물. 가족은 아동복 패션디자이너 어머니(키세 치하루)가 있으며, 아버지(키세 유이치)는 야요이가 5살때 사망하여, 현재는 어머니와 단둘이 산다.
호시조라 미유키와 같은 반으로, 작은 체구의 순하고 수줍은 성격의 소녀. 이름인 야요이는 봄처럼 따스하고 상냥한 마음을 가지라는 의미에서 돌아가신 아버지가 생전에 지어준거라고 한다. 그 이름처럼 부드럽고 배려심깊은 성격이며 조금 볼륨있는 긴머리에 흰색 머리띠를 착용했다. 학교 교복은 항상 교복 위에 노란색 가디건을 착용한다.
조금 울보에 소심하지만, 실은 호기심이 왕성하고 좋아하는 것에 강한 애정을 드러내며 뚝심있는 노력가인 소녀. 만화를 무척 좋아하며 자신이 프리큐어가 된 것을 무척 즐긴다. 만화 그리기 실력도 뛰어나지만, 부끄럼많은 성격탓에 다른사람에게 보인 적은 드물다. 공부나 운동은 별로지만 요리실력은 좋다. 못하는 과목은 수학.'1+2+3+4'가 무엇이냐는 문제에 일일이 손가락셈을 하다 시간초과가 되어 틀렸다(!).

## 큐어 피스
번개의 힘을 가진 프리큐어로서 변신한 모습. 이미지 색상은 노란색.
변신 주문은 "프리큐어 스마일 차지!"
변신 후 대사는 "반짝반짝 뽀로롱 가위바위보! 큐어 피스!" (ピカピカぴかりん じゃんけんポン♪ キュアピース!)
필살기
- 프리큐어 피스 썬더[6]
- 프리큐어 피스 썬더 허리케인

## 기타
전작인 YES! 프리큐어5의 큐어 레모네이드와 같은 노란색 캐릭터이지만 학년상에서는 큐어 피스가 큐어 레모네이드보다 한 학년 선배이며 연배상에서도 1살 차이이다.(피스는 중2, 레모네이드는 중1)
스마일 프리큐어 캐릭터들 중 인기가 높은 캐릭터로 큐어 피스는 물론 키세 야요이의 모습을 본딴 피규어 등 캐릭터 상품이 만들어지기도 하였다.
프리큐어들 중 변신 멘트를 할 때 가위바위보를 하는데 손 모양이 매회마다 바뀌기도 한다. 실제 시청자들 중에서도 큐어 피스의 변신 때 나오는 가위바위보를 할 때 직접 응대하기도 하였다.
프리큐어들 중 유일하게 자신의 필살기인 피스 썬더를 외칠 때 겁이 많은 성격상 번개 때문에 놀라는 표정을 짓기도 하였다. 시간이 지나면서 적응이 되었는지 이후에는 놀라는 표정이 사라졌다.
14화에 나온 미유키와 함께 오사카로 수학여행을 갔을 때 에피소드 제목이 일본판에서는 일본 국내 수학여행이기 때문에 '(일본 국내)미아'라고 표기하였으나 한국판에서는 일본으로 해외 수학여행을 갔다는 설정에 따라 '국제 미아' 로 표기하였다.
한국판에서는 일본으로 수학여행을 갔다는 설정에 따라 관광객 아주머니들이 야요이와 미유키에게 우동을 대접하였던 부분도 한국 음식으로 수정 및 편집하지 않고 그대로 일본식 우동을 먹는다는 내용으로 방송되었다.
한국판 26화에서 다른 친구들과 함께 축제 구경을 하러 기모노를 입은 부분도 한복으로 수정 및 편집되거나 에피소드 전체가 삭제되지 않았으며 일본 전통축제 내용도 삭제나 편집없이 그대로 방송되었다.
상당히 바보인데 16화에서 퀴즈 아칸베의 간단한 수학 문제를 못 맞추는 모습을 보였다.